# Peoples Temple
De Peoples Temple was een op marxistische principes gebaseerde religieuze sekte, die bekend werd door de collectieve zelfmoord en massamoord in Jonestown (Guyana) op 18 november 1978. De beweging werd in 1953 gesticht door dominee Jim Jones, te Indianapolis in de Amerikaanse staat Indiana.

## Geschiedenis
Na de stichting in Indianapolis breidde Jones de beweging uit naar steden in Californië, zoals San Francisco en Los Angeles. De leden trachtten zo veel mogelijk de armste burgers te helpen, in het bijzonder minderheden, drugsverslaafden en daklozen. Ze richtten verdeelcentra op zodat de armen goedkoop aan eten konden komen en zorgden voor kinderopvang en bejaardentehuizen. Bovendien verzorgden ze begeleiding voor prostituees en drugsverslaafden die hun leven een andere koers wilden geven.
Na een tijdje begonnen echter geruchten te circuleren, verspreid door een aantal mensen die erin geslaagd waren de sekte te verlaten. Jones zou stelen van zijn volgelingen, miraculeuze genezingen vervalsen, de leden van zijn beweging straffen, sodomie praktiseren met mannelijke volgelingen, en zichzelf als de Messias zien.
Journalisten en politici besteedden hierdoor veel aandacht aan Jones' beweging. Jones zelf reageerde hierop met langdradige en kwade toespraken, waarin hij de afvalligen voor leugenaars uitschold en beweerde dat de rest van de wereld hem enkel wilde vernietigen. Tegelijkertijd deden er echter steeds meer geruchten de ronde van vroegere leden die naar hun eigen zeggen werden geslagen en misbruikt, en verwanten van leden hielden vol dat hun familieleden werden gedwongen in de sekte te blijven tegen hun wil.
Als reactie hierop verhuisde Jones zijn beweging met meer dan 800 volgelingen naar Guyana. De leden werd een tropisch paradijs beloofd, maar zodra zij ter plaatse arriveerden werden ze gedwongen te werken onder de supervisie van Jones. Zo werd Jonestown gebouwd.
In november 1978 bracht Leo Ryan, een lid van het Huis van Afgevaardigden van de Verenigde Staten, samen met een aantal journalisten een bezoek aan de sekte, als onderdeel van het onderzoek naar misbruik. Daar aangekomen leek hij in een hemel op aarde te zijn beland, een soort eigentijds Utopia. De mensen waren vrolijk, er werd gedanst en gezongen en Ryan raakte overtuigd van het ongelijk van de verdachtmakingen. Maar dat veranderde toen hij op de avond voor zijn vertrek heimelijk briefjes ontving van mensen die hoopten via hem te ontsnappen. Jones ontdekte het verraad en besloot zich van het congreslid te ontdoen. Nietsvermoedend wilde Ryan met zijn gezelschap in zijn vliegtuig stappen, maar hij werd voor zijn vertrek door volgelingen van Jones beschoten. Hierbij kwamen Ryan, drie journalisten en een ex-volgeling om het leven. Een van de journalisten slaagde er nog in voor zijn overlijden de aanslag op film vast te leggen.
Jones wist dat de gevolgen van dit bloedbad niet lang op zich zouden laten wachten. Later die dag beval hij al zijn volgelingen een fruitdrank met cyanide erin op te drinken. Diegenen die dit weigerden, werden doodgeschoten, gewurgd of met cyanide ingespoten. Jones zelf overleed aan een schotwond in zijn hoofd. Achteraf bleek dat zijn lichaam hoge doses pentobarbital bevatte, een drug die dodelijk kan zijn voor mensen zonder tolerantie. In totaal stierven die dag minstens 908 en mogelijk 918 mensen, onder wie 276 kinderen.
Kort na de collectieve zelfmoord en massamoord werden de gebouwen van de Peoples Temple in San Francisco vernietigd. Deze plaats, 1859 Geary Boulevard in het westen van de stad, bleef onaangeroerd tot de United States Postal Service er meer dan 20 jaar later een postkantoor bouwde. Het voormalige telefoonnummer van de beweging - Walnut 1-9654 - werd nooit meer hergebruikt.

## Citaat van een afvallige
Jeannie Mills alias Deanna Mertle sprak dit citaat uit. Zij was een afvallige van de Peoples Temple en schrijfster van het boek Six years with God en medestichter van het Concerned Relatives and the Human Freedom Center. Jeannie Mills werd samen met haar man en haar dochter vermoord in 1980.
Origineel Engels citaat:

When you meet the friendliest people you have ever known, who introduce you to the most loving group of people you've ever encountered, and you find the leader to be the most inspired, caring, compassionate and understanding person you've ever met, and then you learn the cause of the group is something you never dared hope could be accomplished, and all of this sounds too good to be true-it probably is too good to be true! Don't give up your education, your hopes and ambitions to follow a rainbow.

Vertaald in het Nederlands:

Als je de vriendelijkste mensen van je leven ontmoet, en ze jou opnemen in de meest liefdevolle groep mensen die je ooit bent tegengekomen, en je vindt de leider van deze groep de meest inspirerende, zorgzame, meelevende en begrijpende persoon die je ooit hebt ontmoet, en je er vervolgens achter komt dat het doel van deze groep iets is waarvan je nooit had durven hopen dat het werkelijkheid zou worden, en het allemaal te mooi klinkt om waar te zijn - dan is het waarschijnlijk ook te mooi om waar te zijn! Gooi nooit zomaar overboord wat je hebt geleerd, en geef nooit je idealen en ambities op om een regenboog te volgen.

## Andere bewegingen
Hoewel de namen op elkaar lijken, heeft de Peoples Temple niets te maken met 
- The Temple of the People, een religieuze organisatie die haar hoofdkwartier in Halcyon, Californië, USA heeft;
- Peoples Church, een onafhankelijke kerk die verbonden is met the Assemblies of God te Fresno, Californië, USA.